# 丹羽龍之助
丹羽 龍之助（にわ りゅうのすけ、1847年5月17日〈弘化4年4月3日〉 - 1914年〈大正3年〉2月9日）は、日本の宮内省官僚。佐賀県士族、肥前藩士。
式部官 兼 式部主事、久邇宮家令、小松宮家令、宮中顧問官などを歴任した。

## 経歴
- 弘化4年4月3日、肥前藩士の丹羽内蔵進と同藩士朝倉孫右衛門長女みちの長男として生まれる。
- 明治3年6月8日 – 任 少舎長[1]
  - 9月14日 – 任 中舎長[1]
  - 10月13日 – 任 大舎長[1]
- 明治4年10月 - 免官、留学。[1]
- 1873年（明治6年）12月 - 海外留学を免ぜられ私費留学生となる[1]。
- 1876年（明治9年）12月 - 帰国[1]
- 1877年（明治10年）12月22日 - 御用掛、但し判任に準ずる取扱にて月給六十円付与。法制局勤務[1]。
- 1878年（明治11年）5月14日 - 御用掛、但し奏任官の取扱にて月俸八十円下賜[1]。
- 1880年（明治13年）1月20日 - 自今月俸百円下賜[1]。
  - 4月16日 – 任 外務権少書記官[1]
  - 4月26日 – 任 外務三等書記官、ドイツ公使館在勤[1]
- 1881年（明治14年）8月20日 - 廃官、任 外務書記官、ドイツ公使館在勤、但し年俸英貨五百八十ポンド下賜[1]。
- 1882年（明治15年）10月20日 - 自今年俸英貨六百三十ポンド下賜[1]。
- 1884年（明治17年）6月28日 - 交際費補呈として銀貨二百円下賜[1]。
  - 11月8日 - 帰国[1]
- 1885年（明治18年）4月23日 - 任 式部官[2]、六等官相当、年俸千二百円下賜[3]
- 1886年（明治19年）2月15日 - 奏任官三等、年俸千三百円下賜[1]。
- 1887年（明治20年）3月9日 - 近々ドイツ帝国フリードリヒ・レオポルド親王来航に付き迎接として神戸港へ出張[4]
- 1888年（明治21年）3月8日 - 兼任 式部主事補、奏任官三等、中級俸下賜[5]
- 1889年（明治22年）3月16日 - 賜上級俸[6]
  - 7月23日 - 賜二級俸、兼任 式部主事[7]
  - 12月17日 - 叙奏任官二等、賜五級俸[8]
- 1890年（明治23年）3月4日 - 第三回内国勧業博覧会事務委員[9]
  - 6月5日 -  オスマン帝国使節来航に付接伴掛[10]
  - 10月21日 – 免 第三回内国勧業博覧会事務委員[11]
- 1891年（明治24年）3月18日 - 賜四級俸[12]
  - 4月7日 - 書記官事務補助[1]
- 1892年（明治25年）3月16日 - 兼任 久邇宮家令、叙　五等[13]
- 1893年（明治26年）3月28日 – 免 書記官事務補助[1]
  - 7月21日 - 小松宮家令長崎省吾不在中代理家令事務兼勤[1]
  - 12月6日 - 免兼 久邇宮家令[14]
- 1894年（明治27年）3月7日 - 賜三級俸[1]
  - 9月14日 - 書記官事務補助[1]
- 1895年（明治28年）4月14日 - 小松宮家令長崎省吾不在中代理家令事務兼勤[15]
  - 6月27日 - 任 小松宮家令[16]
  - 6月30日 – 免 書記官事務補助[1]
  - 7月24日 -兼任 宮内書記官、 叙四等[17]
- 1896年（明治29年）5月13日 - 第二回水産博覧会事務官[18]
  - 7月1日 - 叙三等[19]、賜五級俸[1]。
  - 12月25日 - 賜四級俸[1]。
- 1898年（明治31年）12月28日 - 賜三級俸[1]。
- 1899年（明治32年）10月27日 - 叙二等（式部官）、叙三等（宮内書記官）、免兼　式部主事、外事課勤務兼勤[20]
- 1901年（明治34年）10月14日 - 群馬県下行幸供奉、群馬県下行幸会計主務官[21]
- 1902年（明治35年）12月15日 - 賜二級俸[1]。
- 1903年（明治36年）12月26日- 補 外事課次長[22]
- 1904年（明治37年）12月21日 - 賜一級俸[1]。
- 1906年（明治39年）4月1日 - 明治三十七八年事件ノ功により金三百円を賜る[23]。
- 1907年（明治40年）11月12日 - 茨城県下行幸供奉[24]
- 1908年（明治41年）1月1日 - 免兼官、賜一級俸[25]
  - 12月17日 - 皇后宮職御用掛[26]
- 1911年（明治44年）5月6日 - 兼任 宮中顧問官、叙高等官一等[27]
- 1914年（大正3年）2月9日 - 薨去。墓所は青山霊園。

## 栄典・授章・授賞
位階
- 1880年（明治13年）6月8日 - 正七位[1]
- 1882年（明治15年）11月17日 - 従六位[1]
- 1891年（明治24年）12月4日 - 正六位[28]
- 1896年（明治29年）7月20日 - 従五位[29]
- 1899年（明治32年）11月20日 - 正五位[30]
- 1904年（明治37年）11月30日 - 従四位[31]
- 1909年（明治42年）12月10日 - 正四位[32]
- 1914年（大正3年）2月9日 - 従三位[33]

勲章等
- 1889年（明治22年）11月29日 - 大日本帝国憲法発布記念章[1][34]
- 1890年（明治23年）12月26日- 勲六等瑞宝章[35]
- 1895年（明治28年）
  - 11月18日 - 明治二十七八年従軍記章[1]
  - 12月29日 - 勲五等瑞宝章[36]
- 1900年（明治33年）6月30日 - 勲四等瑞宝章[37]
- 1906年（明治39年）4月1日 - 明治三十七八年従軍記章[38]
- 1908年（明治41年）6月25日 - 勲三等瑞宝章[39]
- 1914年（大正3年）2月9日 - 勲二等瑞宝章[33]

外国勲章等佩用允許
- 1884年（明治17年）12月15日 - ドイツ帝国：赤鷲第三等勲章[40]
- 1891年（明治24年）6月1日 - オスマン帝国：美治慈恵第三等勲章[41]
- 1892年（明治25年）7月26日 - ハワイ王国：王冠第二等勲章[42]
- 1899年（明治32年）4月18日 - ロシア帝国：神聖スタニスラス第二等勲章[43]
- 1902年（明治35年）
  - 10月13日
    - イタリア王国：王冠第二等勲章[44]
    - スペイン王国：シャールトロワー星章付第二等勲章[44]
    - ロシア帝国：神聖スタニスラス第一等勲章[44]
    - フランス共和国：レジオンドヌール勲章コマンドゥール[44]

  - 10月28日 - イギリス：皇帝皇后両陛下戴冠記念章[44]
  - 12月26日 - ベルギー王国：レオポール第三等勲章[45]
- 1904年（明治37年）1月20日 - 大清帝国：第二等第一双竜宝星[46]
- 1905年（明治38年）6月16日 - 大韓帝国：勲一等八卦章[47]
- 1908年（明治41年）10月19日 - 大清帝国：頭等第三双竜宝星[48]

## 親族
- 父・丹羽内藏進 ‐ 佐賀藩士[49]
- 妻・やす ‐ 石井忠恭の長女[49]
- 長女・英 - 男爵小原駩吉妻[50]
- 次女・酉 - 大島文郎（大島道太郎の長男、大島高任の孫）の妻。[50]
- 長男・丹羽武朝(1885-) ‐ 鉄道局長、名古屋鉄道局長、東急電鉄常務。[50][51]